# Sender Passau
Der Sender Passau auf dem Kühberg in Passau ist eine Sendeanlage des Bayerischen Rundfunks. Er existiert seit Beginn der 1950er Jahre. Bis 1978 diente diese Anlage auch als Mittelwellensender und verwendete als Sendeantenne einen gegen Erde isolierten Sendemast.
Heute dient diese Anlage zur Verbreitung von Hörfunkprogrammen über UKW und DAB sowie von Fernsehprogrammen über DVB-T2. Als Antennenträger wird ein frei stehender, 56 Meter hoher Fertigbetonmast verwendet.
Die Sendeanlage wird zudem von einigen Mobilfunkbetreibern (Vodafone, E-Plus und o2 Germany) für die Verbreitung von Mobilfunk (GSM und LTE/5G), sowie für die Richtfunkanbindung diverser Standorte in und um Passau seit den 1990er Jahren verwendet.
Seit 4. November 2009 wird von hier auch das digitale Antennenfernsehen (DVB-T) ausgestrahlt. Damit ist im Raum Passau der digitale Fernsehempfang über eine Zimmerantenne möglich. Am 30. Oktober 2014 startete der Bayerische Rundfunk mit der Ausstrahlung seines landesweiten Digitalradio-Bouquets (BR Bayern) mit 5 kW Sendeleistung im Kanal 11D.

## Frequenzen und Programme

### Analoges Radio (UKW)
Beim Antennendiagramm sind im Falle gerichteter Strahlung die Hauptstrahlrichtungen in Grad angegeben. In UKW werden noch bis 30. September 2025 folgende Programme ausgestrahlt:
| Frequenz (in MHz) | Programm               | RDS PS   | RDS PI | Regionalisierung | ERP (in kW) | Antennendiagramm rund (ND)/gerichtet (D) | Polarisation horizontal (H)/vertikal (V) |
| ----------------- | ---------------------- | -------- | ------ | ---------------- | ----------- | ---------------------------------------- | ---------------------------------------- |
| 97,7              | Deutschlandfunk Kultur | Dlf_Kult | D220   | -                | 0,5         | D (220°-90°)                             | H                                        |

#### Digitales Radio (DAB+)
DAB wird in vertikaler Polarisation und im Gleichwellenbetrieb mit anderen Sendern ausgestrahlt.
| Block                    | Programme | ERP (in kW) | Antennendiagramm rund (ND), gerichtet (D) | Gleichwellennetz (SFN) |
| ------------------------ | --- | ----------- | ----------------------------------------- | --- |
| 11D BR Bayern (D__00165) | DAB-Block des Bayerischen Rundfunks - Bayern 1 (Oberbayern) (96 kbps) - Bayern 1 (Niederbayern/Oberpfalz) (96 kbps) - Bayern 1 (Franken) (96 kbps) - Bayern 2 (96 kbps) - Bayern 3 (96 kbps) - BR-Klassik (144 kbps) - BR24 (72 kbps, Mono) - BR Schlager (96 kbps) - Puls (96 kbps) - BR Heimat (128 kbps) - BR Verkehr (16 kbps, Mono) - Antenne Bayern (80 kbps) - BR EPG (8 kbps Daten) - ARD TPEG (24 kbps)                                     | 5           | D                                         | - Unterfranken: Alzenau (Hahnenkamm), Burgsinn (Main-Spessart), Dettelbach, Ebern, Frammersbach (Sauerberg) (geplant), Gemünden, Hammelburg, Kreuzberg (Rhön), Miltenberg-Wenschdorf, Neustadt am Main, Obernburg am Main, Ostheim (Heidelberg), Pfaffenberg (Aschaffenburg), Schweinfurt (Schonungen), Volkach, Wertheim, Würzburg (Frankenwarte), Zeil am Main - Oberfranken: Bad Steben, Bamberg (Geisberg), Burgwindheim (geplant), Coburg (Eckardtsberg), Hof (Labyrinthberg), Kronach, Kulmbach, Ludwigsstadt (Ebersdorf), Ochsenkopf (Fichtelgebirge), Pegnitz - Mittelfranken: Ansbach (geplant), Büttelberg, Hesselberg, Hersbruck, Nürnberg (Fernmeldeturm), Rothenburg ob der Tauber, Treuchtlingen, Weißenburg - Oberpfalz: Altenstadt, Amberg (Hirschau), Amberg-Süd, Dillberg (Neumarkt), Fuchsmühl, Geigant, Hoher Bogen (Furth im Wald), Hohe Linie (Regensburg), Kallmünz (geplant), Pfreimd, Schönsee (Drechselberg), Weigendorf - Niederbayern: Brotjacklriegel, Deggendorf (Aletsberg), Dingolfing, Einödriegel, Kelheim, Landshut (Altdorf), Mainburg, Mallersdorf-Pfaffenberg, Oberfrauenwald, Passau (Kühberg), Pfarrkirchen, Rattenberg, Rotthalmünster, Viechtach (Weigelsberg) (geplant), Vilsbiburg - Schwaben: Augsburg (Hotelturm), Augsburg (Welden), Balderschwang (Oberberg) (R), Grünten, Hühnerberg (Harburg), Kaufbeuren (geplant), Markt Wald, Memmingen, Pfänder (Vorarlberg), Pfronten (Breitenberg), Ulm (Kuhberg) - Oberbayern: Bad Tölz (Gaißach), Berchtesgaden (Jenner) (R), Eichstätt, Fürstenfeldbruck (Schöngeising), Gelbelsee, Herzogstand (Fahrenbergkopf), Hochberg (Traunstein), Hohenpeißenberg, Inntal (Ebbs), Isen, München-Freimann, München-Ismaning, München (Olympiaturm), Neuötting, Oberammergau (Laber), Pfaffenhofen (Wolfsberg), Pfaffenhofen (BR), Reit im Winkl, Untersberg (Salzburg), Tegernseer Tal (Wallberg), Wasserburg am Inn (Koblberg), Wendelstein (Bayrischzell) |
| 7D Niederbayern          | DAB-Block des Bayerischen Rundfunks - Bayern 1 (Schwaben) (96 kbps) - Bayern 1 (Mainfranken) (96 kbps) - BR24live (64 kbps, Mono) - Radio Teddy (72 kbps) - egoFM (72 kbps) - Maximal Radio Niederbayern (72 kbps) - Galaxy (LA/DGF) (72 kbps) - Maximal Radio (SR) (72 kbps) - Unser Radio (72 kbps) - Galaxy (PA/DEG) (72 kbps) - Oldie-Welle Niederbayern (72 kbps) - Arabella Bayern (96 kbps) - Rock Antenne Bayern (72 kbps) - BR EPG (8 kbps) | 6,3         | D                                         | Brotjacklriegel, Deggendorf (Aletsberg), Dingolfing, Einödriegel, Kelheim, Landshut (Altdorf), Mainburg, Mallersdorf-Pfaffenberg, Oberfrauenwald, Passau (Kühberg), Pfarrkirchen, Rattenberg, Rotthalmünster, Viechtach (Weigelsberg) (geplant), Vilsbiburg |

### Digitales Fernsehen (DVB-T2)
Die Ausstrahlung wird im Gleichwellenbetrieb mit anderen Sendern gesendet. In DVB-T2 werden folgende Programme ausgestrahlt:
| Kanal | Frequenz (in MHz) | Multiplex                   | Programme im Multiplex                                                                                      | ERP (in kW) | Antennen- diagramm rund (ND) / gerichtet (D) | Polarisation horizontal (H) / vertikal (V) | Modulations- verfahren | FEC | Guard- intervall | Bitrate (in MBit/s) | Gleichwellennetz (SFN)                                       |
| ----- | ----------------- | --------------------------- | --- | ----------- | -------------------------------------------- | ------------------------------------------ | ---------------------- | --- | ---------------- | ------------------- | ------------------------------------------------------------ |
| 40    | 626               | ARD Digital (BR)            | - Das Erste (BR) - ARTE - Phoenix - One                                                                     | 5           | D (250°–350°)                                | H                                          | 16-QAM                 | 2/3 | 1/4              | 13,27               | Passau, Landshut, Pfarrkirchen                               |
| 27    | 522               | ARD regional (BR) Südbayern | - Bayerisches Fernsehen (Schwaben/Altbayern) - ARD-alpha - SWR Fernsehen (Baden-Württemberg) - tagesschau24 | 5           | D (250°–350°)                                | H                                          | 16-QAM                 | 2/3 | 1/4              | 13,27               | Passau, Brotjacklriegel, Landshut, Pfarrkirchen              |
| 33    | 570               | ZDFmobil                    | - ZDF - 3sat - KiKA (6–21 Uhr) / ZDFneo (21–6 Uhr) - ZDFinfo                                                | 5           | D (250°–350°)                                | H                                          | 16-QAM                 | 2/3 | 1/4              | 13,27               | Passau, Brotjacklriegel, Hoher Bogen, Landshut, Pfarrkirchen |

## Ehemalige Frequenzen

### Analoges Fernsehen (PAL)
Vor der Umstellung auf DVB-T diente der Sendestandort weiterhin für analoges Fernsehen:
| Kanal | Frequenz (MHz) | Programm       | ERP (kW) | Sendediagramm rund (ND)/ gerichtet (D) | Polarisation horizontal (H)/ vertikal (V) |
| ----- | -------------- | -------------- | -------- | -------------------------------------- | ----------------------------------------- |
| 9     | 203,25         | Das Erste (BR) | 0,02     | D                                      | H                                         |

### Analoges Radio (UKW)
In UKW wurden bis 20. Mai 2025 folgende Programme ausgestrahlt:
| Frequenz (in MHz) | Programm   | RDS PS             | RDS PI                | Regionalisierung       | ERP (in kW) | Antennendiagramm rund (ND)/gerichtet (D) | Polarisation horizontal (H)/vertikal (V) |
| ----------------- | ---------- | ------------------ | --------------------- | ---------------------- | ----------- | ---------------------------------------- | ---------------------------------------- |
| 87,7              | Bayern 1   | BAYERN_1, B1_NbOpf | D311, D811 (regional) | Niederbayern/Oberpfalz | 0,5         | ND                                       | H                                        |
| 93,2              | Bayern 2   | Bayern_2           | D312                  | -                      | 0,5         | ND                                       | H                                        |
| 90,4              | Bayern 3   | BAYERN_3           | D313                  | -                      | 0,5         | ND                                       | H                                        |
| 95,6              | BR-Klassik | BR-KLASS           | D314                  | −                      | 0,5         | D (230°-80°)                             | H                                        |
| 105,9             | BR24       | BR24____           | D315                  | −                      | 0,3         | D (230°-70°)                             | H                                        |